# Урняково
Урняково (баш. Үрнәк) — деревня в Илишевском районе Республики Башкортостан Российской Федерации. Входит в состав Дюмеевского сельсовета.

## География

### Географическое положение
Расстояние до:
- районного центра (Верхнеяркеево): 29 км,
- центра сельсовета (Дюмеево): 7 км,
- ближайшей ж/д станции (Буздяк): 94 км.

## Население
| 2002 | 2009 | 2010 |
| ---- | ---- | ---- |
| 141  | ↘134 | ↘119 |

Национальный состав
Согласно переписи 2002 года, преобладающая национальность — башкиры (98 %).